# 5249 Giza
Az 5249 Giza (ideiglenes jelöléssel 1983 HJ) a Naprendszer kisbolygóövében található aszteroida. Norman G. Thomas fedezte fel 1983. április 18-án.